# Eddy Grant
Eddy Grant (egentligen Edmond Montague Grant), född 5 mars 1948 i Plaisance, Guyana, är en brittisk reggaemusiker. 
Som liten emigrerade Grant med sin familj till London, Storbritannien. Åren 1965-1971 ingick Grant i gruppen The Equals. Med gruppen fick han en singeletta i Storbritannien och internationell hit med den egna kompositionen "Baby, Come Back" 1968. Grant var verksam i gruppen fram till 1971, då han av temporärt hälsoskäl lämnade den. Han var sedan producent under 1970-talet, och gav ut några album utan att uppmärksammas.
Han gjorde ett återtåg på hitlistorna 1980 med låten "Do You Feel My Love?" och kom under det tidiga 1980-talet att få fler hitlåtar som "I Don't Wanna Dance" och "Electric Avenue". Sin sista större hit hade Grant 1988 med låten "Gimme Hope Jo'anna" som kritiserade apartheidregimen i Sydafrika.

## Singlar
- "Living on the Front Line" - 1979 - #11
- "Do You Feel My Love" - 1980 - #8
- "Can't Get Enough of You" - 1981 - #13
- "I Love You, Yes I Love You" - 1981 - #37
- "I Don't Wanna Dance" - 1982 - #1 (US #53)
- "Electric Avenue" - 1983 - #2 (US #2)
- "Living on the Front Line" / "Do You Feel My Love" - re-issue - 1983 - #47
- "War Party" - 1983 - #42
- "Till I Can't Take Love No More" - 1983 - #42
- "Romancing the Stone" - 1984 - #52 (US #26)
- "Boys in the Street" - 1984 - #78
- "Gimme Hope Jo'anna" - 1988 - #7
- "Harmless Piece of Fun" - 1988 - #90
- "Put a Hold on It" - 1988 #79
- "Walking on Sunshine" - 1989 - #63
- "Electric Avenue" - remix - 2001 - #5
- "Walking on Sunshine" - remix - 2001 - #57